# 28. Primetime Emmy-gála
A 28. Primetime Emmy-gála során az 1975 és 1976 között főműsoridőben bemutatott, amerikai televíziós programokat értékelték. A jelölteket az Academy of Television Arts & Sciences választotta ki. A Los Angeles-i Shubert Theatreben tartott ceremóniát a CBS tűzte műsorra 1976. május 17-én. A műsor házigazdái John Denver és Mary Tyler Moore voltak.

## Győztesek és jelöltek
A nyertesek félkövérrel jelölve.

### Műsorok
| Legjobb vígjátéksorozat | Legjobb drámasorozat |
| --- | --- |
| - The Mary Tyler Moore Show (CBS) - All in the Family (CBS) - Barney Miller (ABC) - MASH (CBS) - Welcome Back, Kotter (ABC)      | - Police Story (NBC) - Baretta (ABC) - Columbo (NBC) - San Francisco utcáin (ABC) |
| Legjobb varieté szkeccssorozat                                                                                                   | Legjobb varieté különkiadás |
| - Saturday Night (NBC) - The Carol Burnett Show (CBS)                                                                            | - Gypsy in My Soul (CBS) - The Lily Tomlin Special (ABC) - The Monty Python Show: Wide World Special (ABC) - Rocky Mountain Christmas (ABC) - Steve and Eydie: Our Love Is Here to Stay (CBS) |
| Legjobb tévéfilm | Legjobb minisorozat |
| - Eleanor and Franklin (ABC) - Babe (CBS) - Fear on Trial (CBS) - A Lindbergh-bébi ügye (NBC) - A Moon for the Misbegotten (ABC) | - Upstairs, Downstairs (PBS) - The Adams Chronicles (PBS) - Jennie (PBS) - The Law (NBC) - Gazdag ember, szegény ember (ABC)                                                                  |

### Színészek

#### Főszereplők
| Legjobb férfi főszereplő (vígjátéksorozat) | Legjobb női főszereplő (vígjátéksorozat) |
| --- | --- |
| - Jack Albertson (Ed Brown) - Chico and the Man (NBC) - Alan Alda (Hawkeye Pierce) - MASH (CBS) - Hal Linden (Barney Miller) - Barney Miller (ABC) - Henry Winkler (Arthur "Fonzie" Fonzarelli) - Happy Days (ABC) | - Mary Tyler Moore (Mary Richards) - The Mary Tyler Moore Show (CBS) (Epizód: "Chuckles Bites the Dust") - Bea Arthur (Maude Findlay) - Maude (CBS) - Lee Grant (Fay Stewart) - Fay (NBC) - Valerie Harper (Rhoda Morgenstern) - Rhoda (CBS) - Cloris Leachman (Phyllis Lindstrom) - Phyllis (CBS) |
| Legjobb férfi főszereplő (drámasorozat) | Legjobb női főszereplő (drámasorozat) |
| - Peter Falk (Columbo) - Columbo (NBC) - James Garner (Jim Rockford) - Rockford nyomoz (NBC) - Karl Malden (Mike Stone) - San Francisco utcáin (ABC) | - Michael Learned (Olivia Walton) - The Waltons (CBS) - Angie Dickinson (Suzanne "Pepper" Anderson) - Police Woman (NBC) - Anne Meara (Kate McShane) - Kate McShane (CBS) - Brenda Vaccaro (Sara Yarnell) - Sara (CBS)                                                                             |
| Legjobb férfi főszereplő (tévéfilm) | Legjobb női főszereplő (tévéfilm) |
| - Anthony Hopkins (Bruno Richard Hauptmann) - A Lindbergh-bébi ügye (NBC) - William Devane (John Henry Faulk) - Fear on Trial (CBS) - Edward Herrmann (Franklin D. Roosevelt) - Eleanor and Franklin (ABC) - Jack Lemmon (Archie Rice) - The Entertainer (NBC) - Jason Robards (James Tyrone Jr.) - A Moon for the Misbegotten (ABC) | - Susan Clark (Babe Didrikson Zaharias) - Babe (CBS) - Jane Alexander (Eleanor Roosevelt) - Eleanor and Franklin (ABC) - Colleen Dewhurst (Josie Hogan) - A Moon for the Misbegotten (ABC) - Sada Thompson (Phoebe Rice) - The Entertainer (NBC)                                                   |
| Legjobb férfi főszereplő (minisorozat) | Legjobb női főszereplő (minisorozat) |
| - Hal Holbrook (Abraham Lincoln) - Lincoln (NBC) - George Grizzard (John Adams) - The Adams Chronicles (PBS) - Nick Nolte (Tom Jordache) - Gazdag ember, szegény ember (ABC) - Peter Strauss (Rudy Jordache) - Gazdag ember, szegény ember (ABC)                                                                                     | - Rosemary Harris (George Sand) - Notorious Woman (PBS) - Susan Blakely (Julie Prescott) - Gazdag ember, szegény ember (ABC) - Jean Marsh (Rose) - Upstairs, Downstairs (PBS) - Lee Remick (Lady Randolph Churchill) - Jennie (PBS)                                                                |

#### Mellékszereplők
| Legjobb férfi mellékszereplő (vígjátéksorozat) | Legjobb női mellékszereplő (vígjátéksorozat) |
| --- | --- |
| - Ted Knight (Ted Baxter) - The Mary Tyler Moore Show (CBS) (Epizód: "Ted's Wedding") - Ed Asner (Lou Grant) - The Mary Tyler Moore Show (CBS) - Gary Burghoff (Radar O'Reilly) - MASH (CBS) - Harry Morgan (Sherman T. Potter) - MASH (CBS) - Abe Vigoda (Phil Fish) - Barney Miller (ABC)    | - Betty White (Sue Ann Niven]) - The Mary Tyler Moore Show (CBS) - Georgia Engel (Georgette Franklin) - The Mary Tyler Moore Show (CBS) - Julie Kavner (Brenda Morgenstern) - Rhoda (CBS) - Loretta Swit (Margaret Houlihan) - MASH (CBS) - Nancy Walker (Ida Morgenstern) - Rhoda (CBS)        |
| Legjobb férfi mellékszereplő (drámasorozat) | Legjobb női mellékszereplő (drámasorozat) |
| - Anthony Zerbe (Trench) - Harry O (ABC) - Michael Douglas (Steve Keller) - San Francisco utcáin (ABC) - Will Geer (Zebulon Walton) - The Waltons (CBS) - Ray Milland (Duncan Calderwood) - Gazdag ember, szegény ember (ABC) - Robert Reed (Teddy Boylan) - Gazdag ember, szegény ember (ABC) | - Ellen Corby (Esther Walton) - The Waltons (CBS) - Angela Baddeley (Mrs. Bridges) - Upstairs, Downstairs (PBS) - Susan Howard (Maggie Petrocelli) - Petrocelli (NBC) - Dorothy McGuire (Mary Jordache) - Gazdag ember, szegény ember (ABC) - Sada Thompson (Mary Todd Lincoln) - Lincoln (NBC) |
| Legjobb férfi mellékszereplő (variatésorozat) | Legjobb női mellékszereplő (variatésorozat) |
| - Chevy Chase - Saturday Night (NBC) - Tim Conway - The Carol Burnett Show (CBS) - Harvey Korman - The Carol Burnett Show (CBS) | - Vicki Lawrence - The Carol Burnett Show (CBS) - Cloris Leachman - Telly...Who Loves Ya, Baby? (CBS) |

#### Egyedülálló alakítások
| Kiemelkedő egyedülálló alakítás férfi főszereplőtől | Kiemelkedő egyedülálló alakítás női főszereplőtől |
| --- | --- |
| - E Asner (Axel Jordache) - Gazdag ember, szegény ember (ABC) (Epizód: "Chapters 1 & 2") - Bill Bixby (Jerry Schilling) - San Francisco utcáin (ABC) (Epizód: "Az önkéntes rendőr") - Tony Musante (Dr. Paul Brandon) - Medical Story (NBC) (Epizód: "The Quality of Mercy") - Robert Reed (Dr. Pat Caddison) - Medical Center (CBS) (Epizód: "The Fourth Sex")                                                                                    | - Kathryn Walker (Abigail Adams) - The Adams Chronicles (PBS) (Epizód: "John Adams, Lawyer") - Helen Hayes (Aunt Clara) - Hawaii Five-O (CBS) (Epizód: "Retire In Sunny Hawaii... Forever") - Sheree North (June Monica) - Marcus Welby, M.D. (ABC) (Epizód: "How Do You Know What Hurts Me?") - Pamela Payton-Wright (Louisa Catherine Adams) - The Adams Chronicles (PBS) (Epizód: "John Quincy Adams, Diplomat") - Martha Raye (Agatha) - McMillan & Wife (NBC) (Epizód: "Greed")    |
| Legjobb férfi mellékszereplő (különkiadás) | Legjobb női mellékszereplő (különkiadás) |
| - Ed Flanders (Phil Hogan) - A Moon for the Misbegotten (ABC) - Ray Bolger (Billy Rice) - The Entertainer (NBC) - Art Carney (Thornton Alman) - Katherine (ABC) | - Rosemary Murphy (Sara Delano Roosevelt) - Eleanor and Franklin (ABC) - Lois Nettleton (Claybourne) - Fear on Trial (CBS) - Lilia Skala (Souvestre) - Eleanor and Franklin (ABC) - Irene Tedrow (Mary Hall) - Eleanor and Franklin (ABC) |
| Legjobb vendégszínész | Legjobb vendégszínésznő |
| - Gordon Jackson (Hudson) - Upstairs, Downstairs (PBS) (Epizód: "The Beastly Hun") - Bill Bixby (Willie Abbott) - Gazdag ember, szegény ember (ABC) (Epizód: "8. rész") - Roscoe Lee Browne (Charlie Jeffers) - Barney Miller (ABC) (Epizód: "The Escape Artist") - Norman Fell (Smitty) - Gazdag ember, szegény ember (ABC) (Epizód: "7. rész") - Van Johnson (Marsh Goodwin) - Gazdag ember, szegény ember (ABC) (Epizód: "9. rész", "10. rész") | - Fionnula Flanagan (Clothilde) - Gazdag ember, szegény ember (ABC) (Epizód: "3. rész", "4. rész") - Kim Darby (Virginia Calderwood) - Gazdag ember, szegény ember (ABC) (Epizód: "3. rész", "4. rész") - Ruth Gordon (Carlton's Mother) - Rhoda (CBS) (Epizód: "Kiss Your Epaulets Goodbye") - Eileen Heckart (Flo Meredith) - The Mary Tyler Moore Show (CBS) (Epizód: "Mary's Aunt") - Kay Lenz (Kate Jordache) - Gazdag ember, szegény ember (ABC) (Epizód: "11. rész", "12. rész") |

### Rendezők
| Legjobb rendező (vígjátéksorozat) | Legjobb rendező (drámasorozat) |
| --- | --- |
| - MASH (CBS) (Epizód: "Welcome to Korea") – Gene Reynolds - MASH (CBS) (Epizód: "The Kids") – Alan Alda - The Mary Tyler Moore Show (CBS) (Epizód: "Chuckles Bites the Dust") – Joan Darling - Maude (CBS) (Epizód: "The Analyst") – Hal Cooper | - Gazdag ember, szegény ember (ABC) (Epizód: "8. rész") – David Greene - Beacon Hill (CBS) (Epizód: "Pilot") – Fielder Cook - Jennie (PBS) (Epizód: "Part IV") – James Cellan Jones - Lincoln (NBC) (Epizód: "Crossing Fox River") – George Schaefer - Gazdag ember, szegény ember (ABC) (Epizód: "5. rész") – Boris Sagal - Upstairs, Downstairs (PBS) (Epizód: "Women Shall Not Weep") – Christopher Hodson |
| Legjobb rendező (varietésorozat) | Legjobb rendező (varieté különkiadás) |
| - Saturday Night (NBC) (Epizód: "Paul Simon") – Dave Wilson - The Carol Burnett Show (CBS) (Epizód: "Maggie Smith") – Dave Powers - The Sonny and Cher Show (CBS) (Epizód: "Premiere") – Tim Kiley                                              | - Steve and Eydie: Our Love Is Here to Stay (CBS) – Dwight Hemion - Mitzi... Roarin' in the 20's (CBS) – Tony Charmoli - Rocky Mountain Christmas (ABC) – Bill Davis |
| Legjobb különkiadás | |
| - Eleanor and Franklin (ABC) – Daniel Petrie - Babe (CBS) – Buzz Kulik - Fear on Trial (CBS) – Lamont Johnson - A Moon for the Misbegotten (ABC) – José Quintero, Gordon Rigsby                                                                 | |

### Forgatókönyvírók
| Legjobb forgatókönyv (vígjátéksorozat) | Legjobb forgatókönyv (drámasorozat) |
| --- | --- |
| - The Mary Tyler Moore Show (CBS) (Epizód: "Chuckles Bites the Dust") – David Lloyd - Barney Miller (ABC) (Epizód: "The Hero") – Danny Arnold, Chris Hayward - MASH (CBS) (Epizód: "Hawkeye") – Larry Gelbart, Simon Muntner - MASH (CBS) (Epizód: "The More I See You") – Larry Gelbart, Gene Reynolds - Maude (CBS) (Epizód: "The Analyst") – Jay Folb | - The Adams Chronicles (PBS) (Epizód: "John Adams, Lawyer") – Sherman Yellen - Jennie (PBS) (Epizód: "Lady Randolph") – Julian Mitchell - The Law (NBC) (Epizód: "Complaint Amended") – Joel Oliansky - Gazdag ember, szegény ember (ABC) (Epizód: "1. rész") – Dean Riesner - Upstairs, Downstairs (PBS) (Epizód: "Another Year") – Alfred Shaughnessy |
| Legjobb forgatókönyv (varieté különkiadás) | Legjobb forgatókönyv (varietésorozat) |
| - The Lily Tomlin Special (ABC) - Gypsy in My Soul (CBS) - Mitzi... Roarin' in the 20's (CBS) - Van Dyke and Company (NBC) | - Saturday Night (NBC) (Epizód: "Elliott Gould") - The Carol Burnett Show (CBS) (Epizód: "Jim Nabors") - The Sonny and Cher Show (CBS) (Epizód: "Premiere") |
| Legjobb eredeti forgatókönyv | Legjobb adaptált forgatókönyv |
| - Eleanor and Franklin (ABC) – James Costigan - Babe (CBS) – Joanna Lee - I Will Fight No More Forever (ABC) – Theodore Strauss, Jeb Rosebrook - A Lindbergh-bébi ügye (NBC) – J.P. Miller - Amerika pánikban (ABC) – Nicholas Meyer, Anthony Wilson | - Fear on Trial (CBS) – David W. Rintels - The Entertainer (NBC) – Elliott Baker - Farewell to Manzanar (NBC) – Jeanne Wakatsuki Houston, James D. Houston, John Korty |

## Fordítás
- Ez a szócikk részben vagy egészben  a(z)   28th Primetime Emmy Awards című angol Wikipédia-szócikk fordításán alapul.  Az eredeti cikk szerkesztőit annak laptörténete sorolja fel. Ez a jelzés csupán a megfogalmazás eredetét és a szerzői jogokat jelzi, nem szolgál a cikkben szereplő információk forrásmegjelöléseként.